# 約翰遜維爾 (伊利諾伊州)
約翰遜維爾（英語：Johnsonville）是位於美國伊利諾伊州韋恩縣的一個村落。

## 地理
約翰遜維爾的座標為38°31′16″N 88°32′12″W / 38.52111°N 88.53667°W，而該地最高點為海拔高度166米（即545英尺）。

## 人口
根據2010年美國人口普查的數據，約翰遜維爾的面積為0.55平方千米，當中陸地面積為0.55平方千米，而水域面積為0.00平方千米。當地共有人口77人，而人口密度為每平方千米140人。